# Passeri

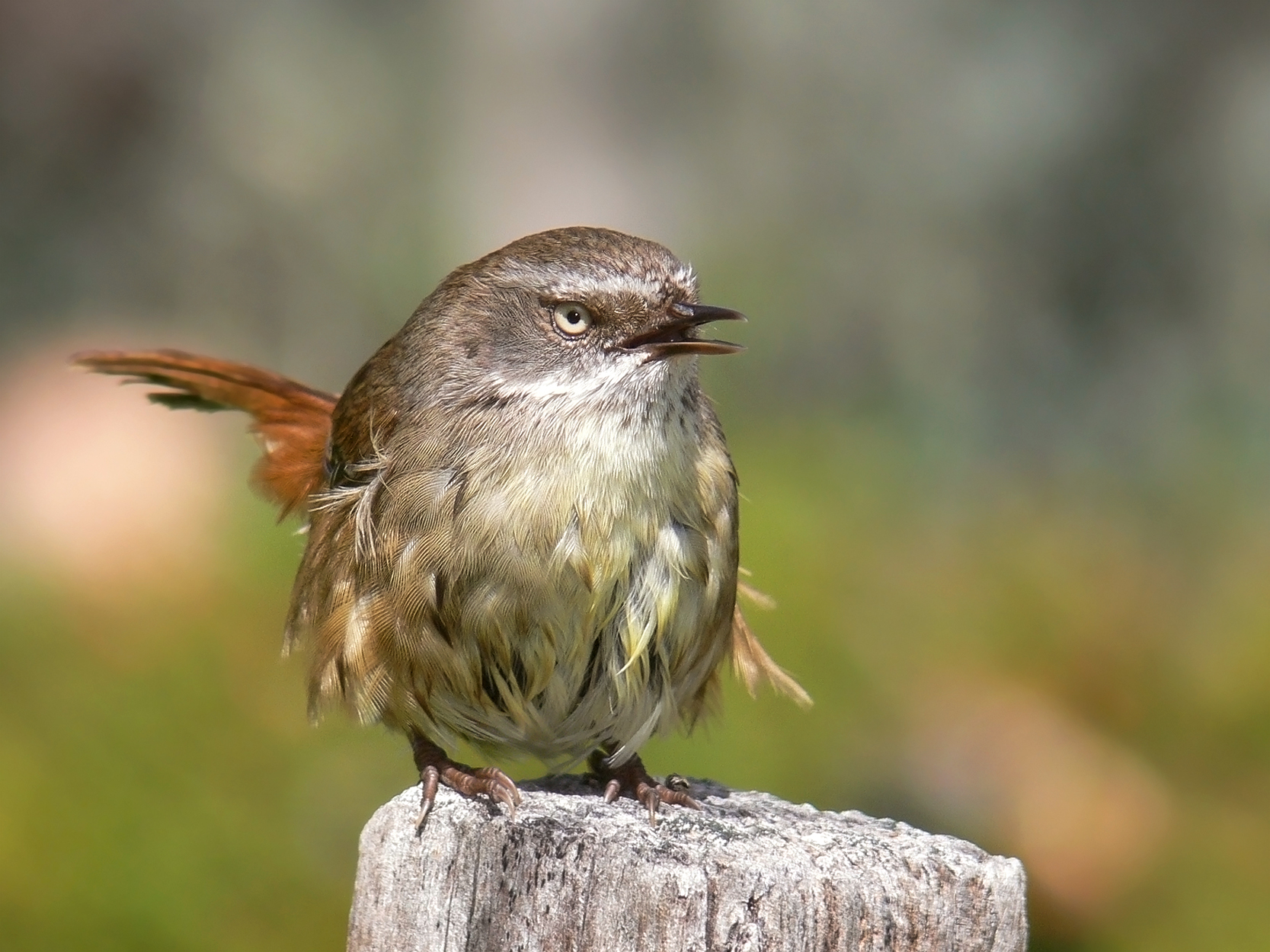
Hembra de Sericornis frontalis en el momento del canto.

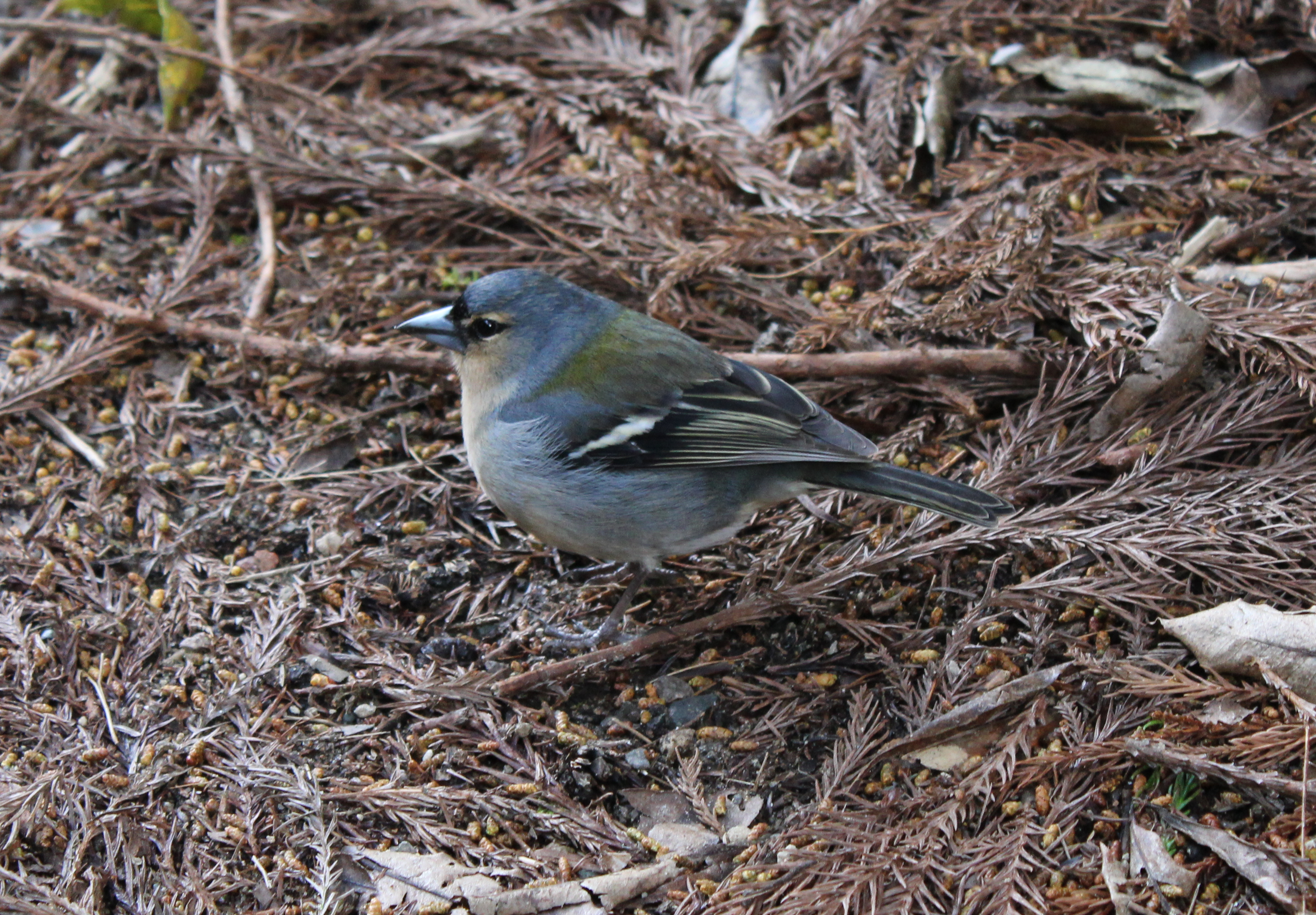
Macho de pinzón de las Azores (Fringilla coelebs moreletti).

Los pájaros cantores (Passeri) son un clado de aves del orden Passeriformes caracterizadas por un gran desarrollo de los órganos del canto. Estudios biogeográficos y genéticos estiman que los Passeri se originaron en el continente australiano hace unos cincuenta millones de años y comenzaron su dispersión hacia otros continentes hacia finales del Eoceno. Incluye unas cuatro mil especies.
Suelen ser territoriales y normalmente emplean el canto como reclamo sexual u otras conductas relacionadas con el apareamiento. Los cantos suelen ser muy diversos y algunos agradables para el oído humano.
La mayoría de las aves emiten sonidos, pero algunos gorjean y silban tan ruidosa y hermosamente que las llamaos canoras. De estas aves existen alrededor de cuatro mil especies, casi todas pequeñas y de colores opacos, que suelen ocultarse entre el ramaje. Para comunicarse entre los sombreados bosques es más útil un canto definido que las plumas multicolores. El macho es quien más canta, con el objeto de dejar establecido su territorio y atraer a la hembra. Cada especie canora se caracteriza por un sonido particular. Además, los trinos difieren de un lugar a otro (como el habla humana). Entre los más hábiles silbadores destacan el petirrojo coliblanco de África, las aves gorjeadoras de Europa y Asia y los campaneros y charlatanes de Oceanía.

## Descripción
El canto en este clado es esencialmente territorial, ya que comunica la identidad y el paradero de un individuo a otras aves, y también señala las intenciones sexuales. La selección sexual entre los pájaros cantores se basa en gran medida en la vocalización mimética. En algunas poblaciones, la preferencia de las hembras se basa en la amplitud del repertorio de canto de los machos. Cuanto mayor es el repertorio de un macho, más hembras atrae. No debe confundirse con los cantos de los pájaros que se utilizan para alarmas y contacto y son especialmente importantes en aves que se alimentan o migran en bandadas. Mientras que casi todas las aves vivas emiten llamadas de algún tipo, las canciones bien desarrolladas sólo son dadas por unos pocos linajes fuera de los pájaros cantores. Y aun así, no todas las aves cantoras emiten un canto claramente melodioso. Sin embargo, los pájaros cantores poseen un órgano vocal muy desarrollado, la siringe, que permite su actividad sonora. Este órgano, también conocido como caja de canto,[cita requerida] se encuentra donde la tráquea se une a los bronquios divergentes que conducen a los pulmones. Se trata de una estructura ósea sólida recubierta de una película de membranas a través de la cual pasa el aire cuando el pájaro canta. Aunque las cajas de canto de los pájaros cantores varían en tamaño y complejidad, esto no determina necesariamente la capacidad del pájaro cantor para expresar su canto. Los investigadores creen que esto tiene más que ver con la longitud de la tráquea.
Otras aves (especialmente las no paseriformes) tienen a veces melodías para atraer a sus parejas o mantener el territorio, pero suelen ser simples y repetitivas, careciendo de la variedad de muchos cantos oscuros. La monótona repetición del cuco común o de la polluela bastarda puede contrastar con la variedad de un ruiseñor o de un carricero políglota. Sin embargo, aunque muchos pájaros cantores tienen cantos agradables al oído humano, no siempre es así. Muchos miembros de la familia Corvidae se comunican con graznidos o chillidos, que suenan ásperos para los humanos. Sin embargo, incluso éstos tienen una especie de canto, un gorjeo más suave que se da entre compañeros de cortejo. Y aunque a algunos loros (que no son aves cantoras) se les puede enseñar a repetir el habla humana, la imitación vocal entre las aves está casi completamente restringida a las aves cantoras, algunas de las cuales (como las aves lira o las llamadas sinsontes) destacan en la imitación de los sonidos de otras aves o incluso de ruidos ambientales.
Las aves de mayor altitud han evolucionado plumones más gruesos (también conocidos como chaquetas) para protegerse de los cambios climáticos. Sus plumas tienen porciones externas e internas, siendo el plumón inferior más esponjoso y cálido para proporcionar mayor calor.

## Repertorio de cantos y cortejo
La selección sexual puede desglosarse en varios estudios diferentes sobre distintos aspectos del canto de un ave. Como resultado, los cantos pueden variar incluso dentro de una misma especie. Muchos creen que el repertorio de canto y la cognición tienen una relación directa. Sin embargo, un estudio publicado en 2013 ha demostrado que las capacidades cognitivas pueden no estar todas directamente relacionadas con el repertorio de canto de un ave canora. En concreto, se dice que el aprendizaje espacial tiene una relación inversa con el repertorio de canto. Así, por ejemplo, se trataría de un individuo que no migra tan lejos como otros de la especie pero tiene un mejor repertorio de canto. Esto sugiere una compensación evolutiva entre posibles alelos. Con la selección natural eligiendo los rasgos más adecuados para el éxito reproductivo, podría haber una compensación en cualquier dirección dependiendo de qué rasgo produciría una mayor aptitud en ese período de tiempo.
El repertorio de canto puede atribuirse a los machos de aves canoras, ya que es uno de los principales mecanismos de cortejo. Los repertorios de canto difieren de un individuo macho a otro y de una especie a otra. Algunas especies pueden tener típicamente grandes repertorios mientras que otras pueden tener repertorios significativamente más pequeños. La elección de pareja en las hembras de pájaros cantores es un campo de estudio importante, ya que las habilidades de canto evolucionan continuamente. Los machos cantan a menudo para afirmar su dominio sobre otros machos en la competición por una hembra, a veces en lugar de un episodio combativo, y para excitar a la hembra anunciando su disposición a aparearse. Aunque es menos frecuente, también se sabe que las hembras cantan ocasionalmente a dúo con su pareja como afirmación de su asociación. Mientras que algunas cantan su canción desde una percha familiar, otras especies comunes en las praderas cantan una canción familiar cada vez que vuelan.  En la actualidad, se han realizado numerosos estudios sobre los repertorios de los pájaros cantores, por desgracia, aún no se han encontrado pruebas concretas que confirmen que todas las especies de pájaros cantores prefieren repertorios más amplios. Se puede llegar a la conclusión de que puede variar entre especies si un repertorio mayor está relacionado con una mejor aptitud. Con esta conclusión, se puede inferir que la evolución a través de la selección natural, o la selección sexual, favorece la capacidad de retener repertorios más grandes para estas especies determinadas, ya que conduce a un mayor éxito reproductivo. Durante los tiempos de cortejo, se dice que los pájaros cantores macho aumentan su repertorio imitando canciones de otras especies. Se ha demostrado que cuanto mejor es la capacidad de imitación, la capacidad de retención y la cantidad de otras especies imitadas, mayor es la relación positiva con el éxito del apareamiento. Las preferencias de las hembras provocan la mejora constante de la precisión y la presentación de los cantos copiados. Otra teoría conocida como la «hipótesis de la canción compartida» (song- hipótesis de la canción compartida» sugiere que las hembras prefieren más simple, más homogéneos que señalan a un macho un territorio familiar.

## Taxonomía

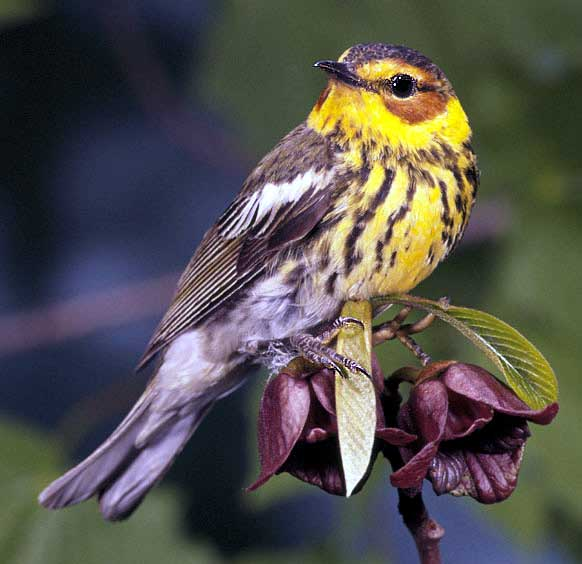
Setophaga tigrina.

La clasificación de las aves de Sibley y Ahlquist (1990) dividía a los Passeri en dos infraórdenes: Corvida y Passerida.
Sin embargo, estudios posteriores han demostrado que el grupo Corvida, tal como lo definieron Sibley y Alquist, no era monofilético y algunas de las familias incluidas entre los Corvida en realidad pertenecían a linajes evolutivos basales del grupo Passerida.

## Familias
- Suborden Passeri (Corvida)
  - Menuridae: aves lira

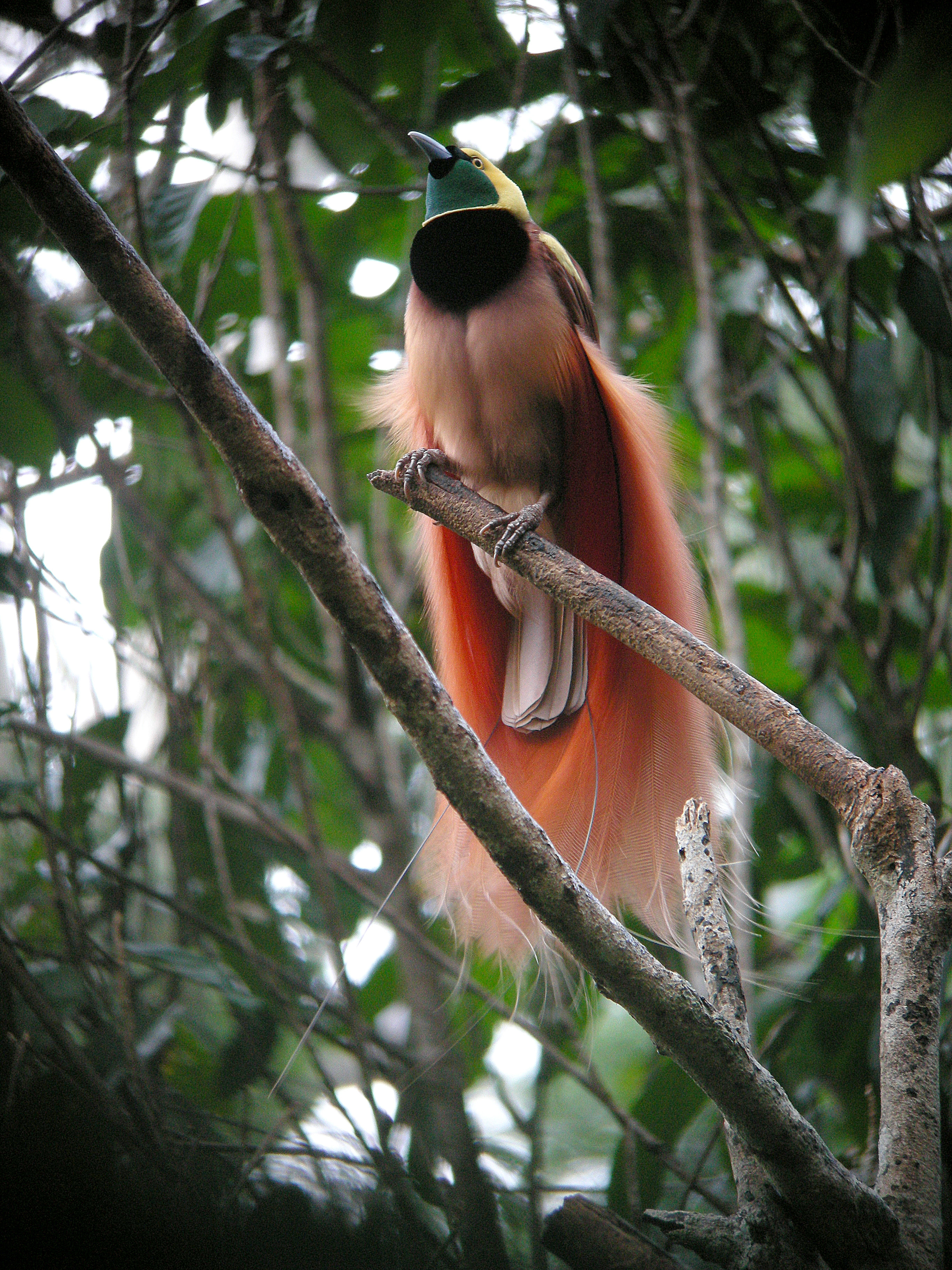
Ave del paraíso raggiana, Paradisaea raggiana.

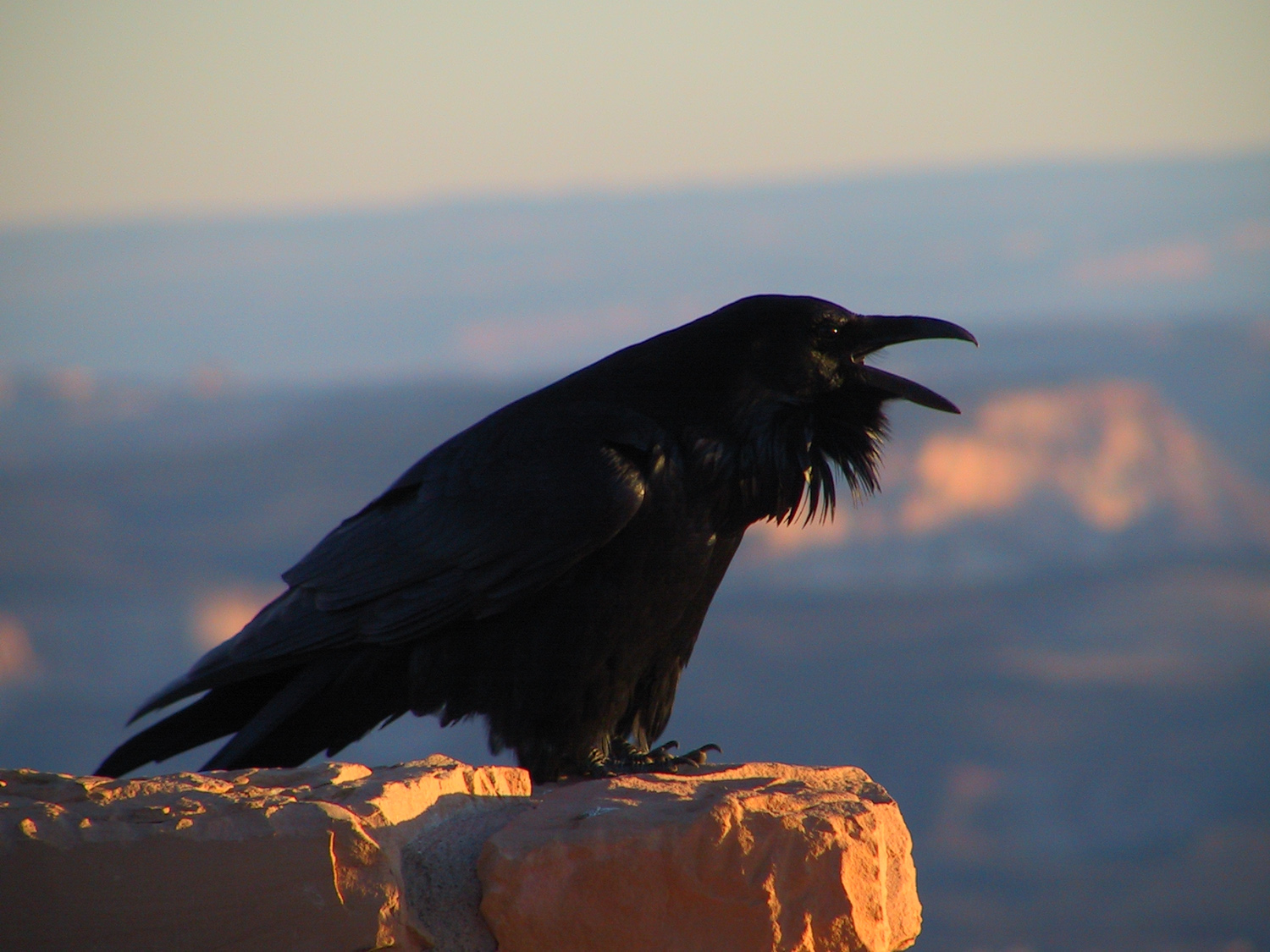
Cuervo común, Corvus corax.

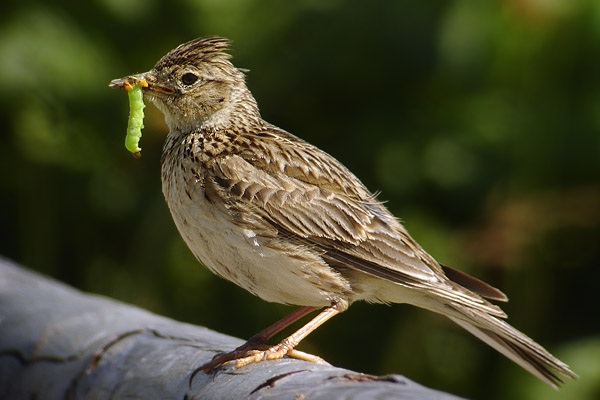
Alondra común, Alauda arvensis.

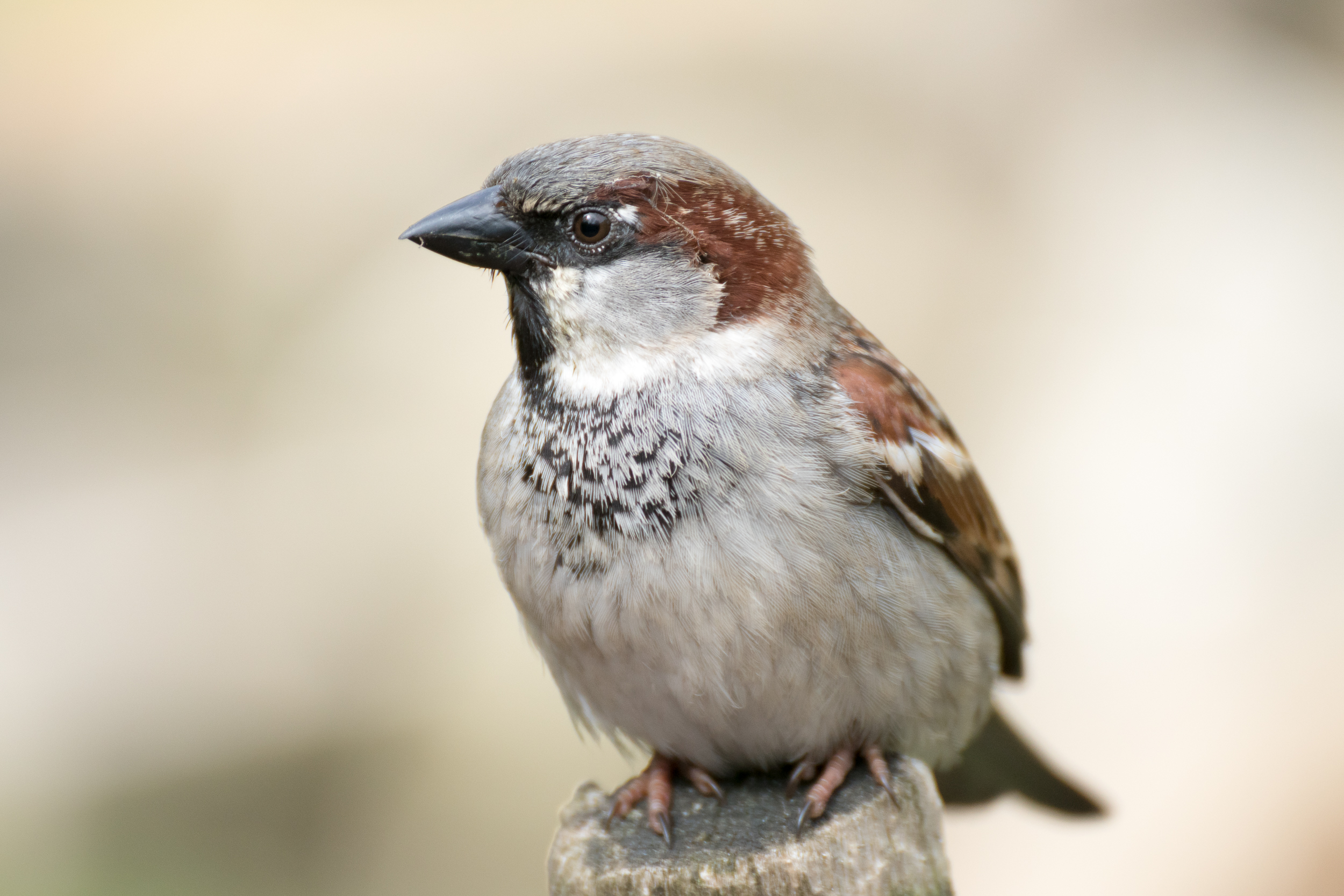
Gorrión común, Passer domesticus, ejemplar macho.

  - Atrichornithidae: matorraleros o achaparrados
  - Climacteridae: subepalos
  - Maluridae: ratonas australianas, maluros
  - Meliphagidae: melífagos
  - Pardalotidae: pardalotes
  - Petroicidae: petirrojos australianos
  - Orthonychidae: corretroncos
  - Pomatostomidae
  - Cinclosomatidae
  - Neosittidae:
  - Pachycephalidae: chifladores
  - Dicruridae: drongo
  - Campephagidae: oruguero
  - Oriolidae: oropéndola
  - Artamidae: golondrinas del bosque.
  - Paradisaeidae: pájaros del paraíso, aves del paraíso
  - Corvidae: cuervos, cornejas, chovas y arrendajos
  - Cyanocorax: querrequerre
  - Corcoracidae
  - Irenidae: iora
  - Laniidae: alcaudon
  - Vireonidae: vireo
  - Ptilonorhynchidae: pájaro emparrado
  - Turnagridae: piopio
  - Callaeidae: pájaro carunculado.
- Suborden Passeri (Passerida)
  - Alaudidae: Alondras y cogujadas.
  - Chloropseidae: verdines
  - Aegithinidae: mito
  - Picathartidae: pavo calvo
  - Bombycillidae: ampelis
  - Ptilogonatidae: capulineros
  - Cinclidae: mirlo acuático
  - Motacillidae: bisbitas y lavanderas
  - Prunellidae: acentores
  - Melanocharitidae
  - Paramythiidae
  - Passeridae: gorriones
  - Estrildidae: viuditas y pinzones
  - Ploceidae: tejedores
  - Parulidae: chipes
  - Thraupidae: fruteros
  - Peucedramidae: chip oliváceo
  - Fringillidae: camachuelos, pardillos, jilgueros, lúganos, picogordos, pinzones.
  - Cardinalidae: cardenal
  - Drepanididae: mieleros hawaianos.
  - Emberizidae: trigueros y escribanos.
  - Nectariniidae: nectarinas, pájaros sol
  - Dicaeidae: picaflores, colibríes
  - Mimidae: sinsontes
  - Sittidae: trepadores
  - Certhiidae: agateadores
  - Troglodytidae: chochines
  - Polioptilidae: tacuaritas, mirlos de agua
  - Paridae: carboneros y herrerillos
  - Aegithalidae: mitos
  - Hirundinidae: golondrinas y aviones
  - Regulidae: reyezuelos
  - Pycnonotidae: bulbules
  - Sylviidae: trinos, herrerillos, currucas
  - Acrocephalidae: carriceros
  - Locustellidae: zarzaleros
  - Cettiidae: cetias
  - Phylloscopidae: mosquiteros
  - Cisticolidae: jijís y prinias
  - Hypocoliidae:
  - Zosteropidae: ojosblancos
  - Paradoxornithidae: bigotudos
  - Timaliidae: charlatanes
  - Leiothrichidae:
  - Muscicapidae: papamoscas
  - Turdidae: tordos
  - Sturnidae: estorninos
  - Icteridae: trupiales